# Valentin Oman

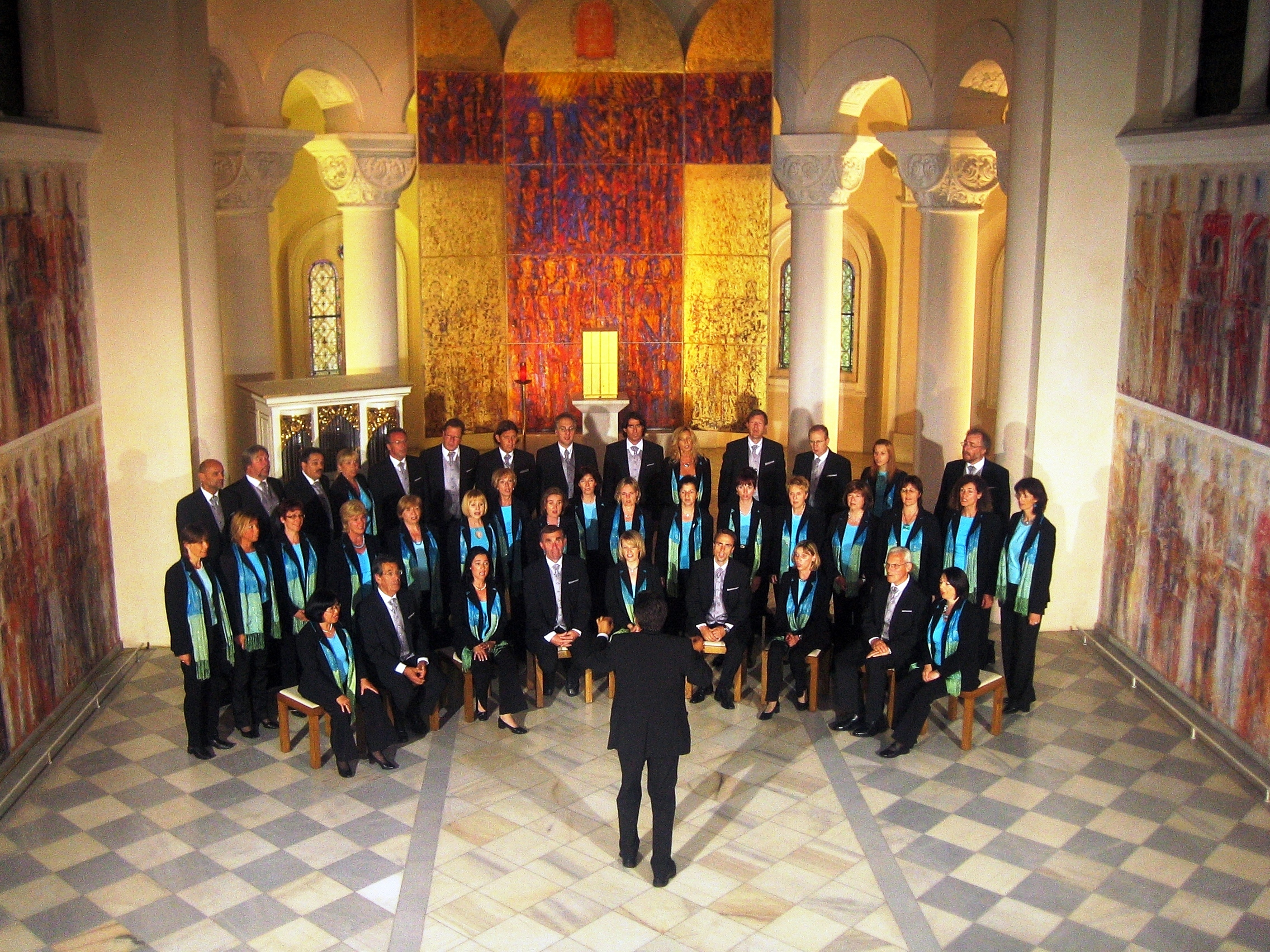
Ausgestaltung der Tanzenberger Schlosskirche (hier mit Kammerchor Klagenfurt)

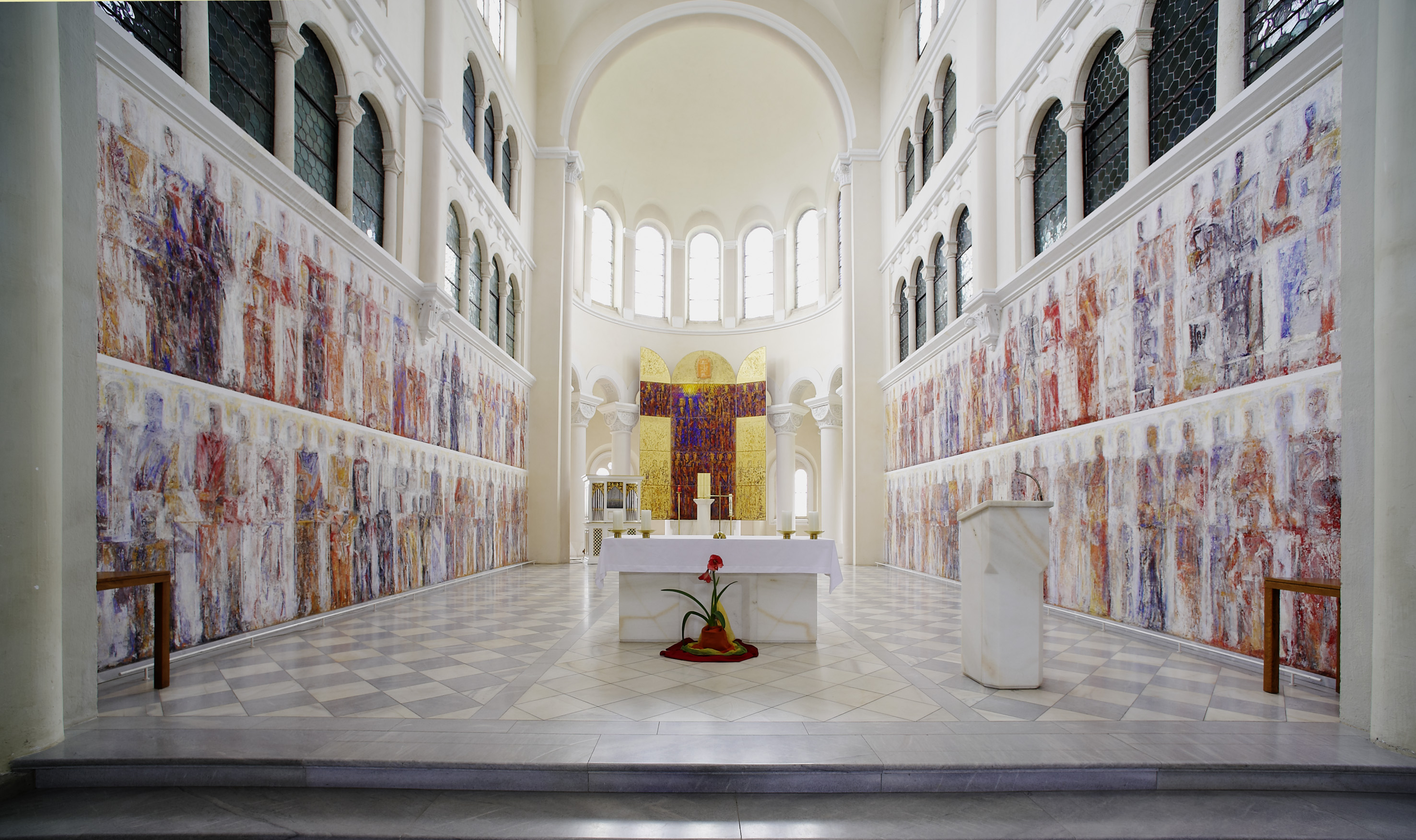
Marianum Tanzenberg, Foto: Ernst Peter Prokop

Valentin Oman (* 14. Dezember 1935 in St. Stefan, Gemeinde Finkenstein am Faaker See) ist ein österreichischer bildender Künstler slowenischer Muttersprache.

## Leben
Oman studierte von 1958 bis 1962 an der Akademie für angewandte Kunst Wien bei Hilda Jesser-Schmid in der Meisterklasse für Malerei. 1963 absolvierte er einen Kurs für Druckgraphik bei Riko Debenjak in Ljubljana.
Neben der Malerei schuf Oman Fresken, Reliefs in Beton, Aluminium und Bronze, vielfach in Form von Arbeiten im öffentlichen Raum. Dazu zählen die Ausgestaltung etlicher Kirchen wie die Kirche des Klosters Tanzenberg, die Pfarrkirche von Eisenkappel, Sankt Jakob im Rosental oder die Osterkirche in Oberwart, weiters die Filialkirche St. Magdalena in Wasserhofen mit dem 24-teiligen Zyklus „Ecce Homo“.
Seit 1963 hatte Oman eine ganze Reihe von Einzelausstellungen, hauptsächlich in Österreich und Slowenien, aber auch in der Schweiz, in Deutschland, Luxemburg, Belgien, Italien, Paris, London, Prag und New York.
Valentin Oman lebt in Wien und Finkenstein.

## Stil

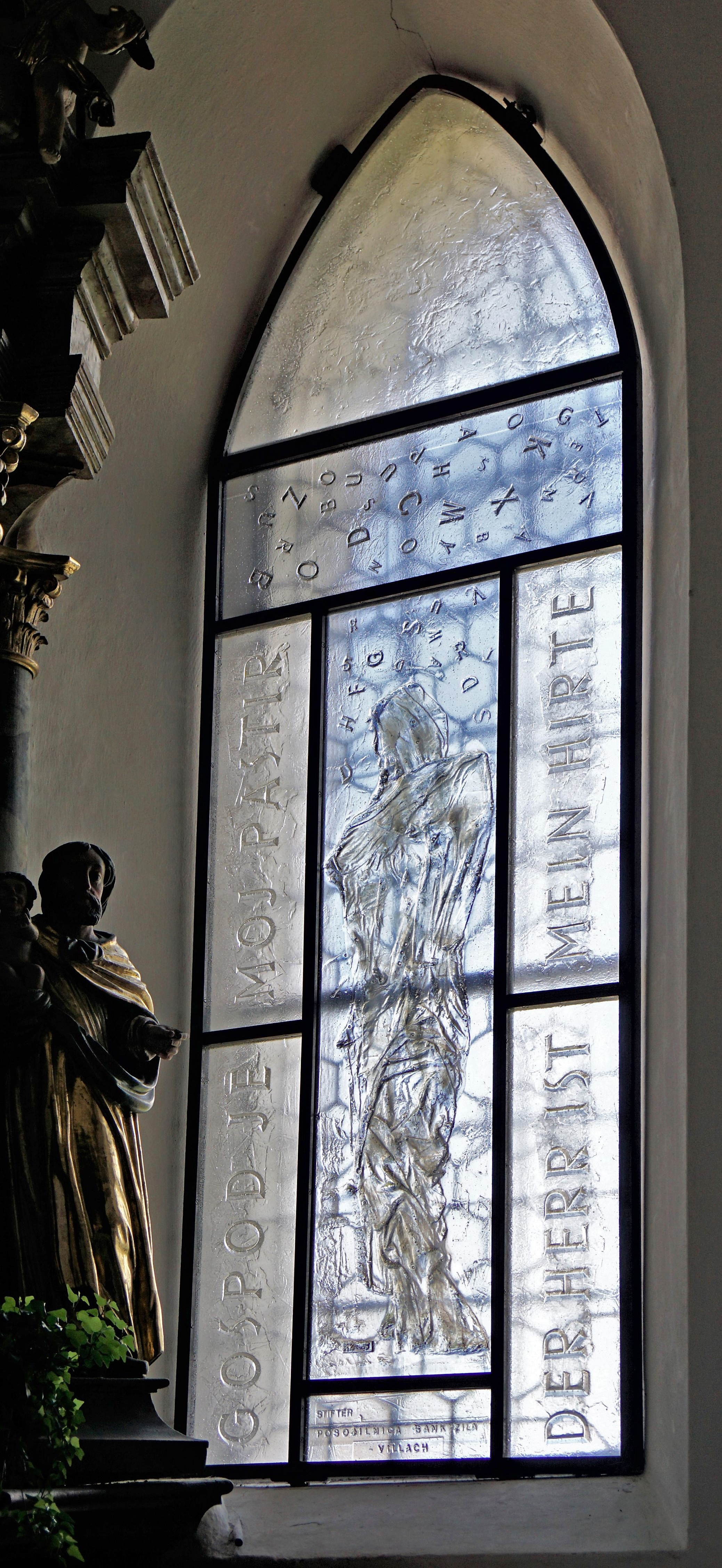
Finkenstein Glasfenster der Pfarrkirche St. Stefan

Oman gilt als Vertreter der frühen Avantgarde in Kärnten und als Meister der sakralen Kunst. Er beschäftigt sich hauptsächlich mit dem Menschenbild. Die Figuren sind häufig fragmentarisch, Torsi, Köpfe oder sind nur schemenhaft erkennbar. Seine Bilder sind in vielen Schichten aufgebaut und vielfach überarbeitet. Dadurch wird der Eindruck erzeugt, als ob die Figuren aus der Fläche herauserodiert seien. Ein wichtiges Thema seiner Kunst ist auch die Vergänglichkeit bzw. das Werden und Vergehen.

## Auszeichnungen
- 1995: Ehrendoktorat der Universität Klagenfurt
- 2003: Kulturpreis der Stadt Villach
- 2005: Österreichisches Ehrenkreuz für Wissenschaft und Kunst I. Klasse[4]
- 2005: Goldenes Verdienstkreuz der Republik Slowenien für das künstlerische Lebenswerk und für die Bemühungen um die slowenische Sprache in Kärnten
- 2016: Großes Goldenes Ehrenzeichen des Landes Kärnten

## Werke
- Wandmalereien in der Pfarrkirche St. Jakob im Rosental, 1991
- Station des Kärntner Kreuzweges in Stein im Jauntal, 1993/1994
- Glasfenster der Pfarrkirche St. Stefan (Finkenstein am Faaker See), 2008 mit dem Glaskünstler Daniel Moser geschaffen.
- Glasfenster in der Filialkirche Viktorsberg, Vorarlberg

## Ausstellungen
- 2016 Valentin Oman. Retrospektive. Künstlerhaus Wien[5]
- 2020: Valentin Oman. Ecce Homo. Galerie bei der Albertina, Zetter (Einzelausstellung) Wien.[6]
- 2024: Valentin Oman. Zetter Projects (Einzelausstellung) Wien.[7]
- 2025: Valentin Oman. Ecce Homo. Einzelausstellung im Danubiana Meulensteen Art Museum,[8] kuratiert von Michael Karrer.